# Adult Film Database
Adult Film Database es una base de datos en internet sobre filmes y estrellas pornográficas. Fue creada en 1998 y cambió de nombre un año más tarde al dominio con el que es conocido hoy en día. Posee en su banco de datos fichas de aproximadamente 50 mil vídeos y 30 mil actores porno.